# Nikolaï Patolitchev
Nikolaï Semionovitch Patolitchev (en russe : Никола́й Семёнович Пато́личев), né le 10 septembre 1908 dans le Gouvernement de Vladimir, Empire russe et mort le 1er décembre 1989 à Moscou, est un homme politique soviétique. Après avoir été secrétaire du Comité central du Parti communiste d'URSS (1946-1947), Premier secrétaire du Comité central du Parti communiste de Biélorussie (1950-1956) et Ministre adjoint des affaires étrangères soviétique (1956-1958), il occupe pendant près de trente ans le poste de Ministre du commerce extérieur d'URSS (1958-1985).
Mort à Moscou, Nikolaï Patolitchev est enterré au cimetière de Novodevitchi.

## Récompenses
- ordre de Lénine (1939, 1943, 1944, 1945, 1958, 1966, 1968, 1973, 1975, 1978, 1982)
- ordre du Drapeau rouge du Travail (1943)
- ordre de la révolution d'Octobre (1983)
- médaille pour la Défense de Moscou
- médaille pour la Défense de Stalingrad
- médaille pour la victoire sur l'Allemagne
- héros du travail socialiste (1975, 1978)